# Jacqueline Aguilera
Jacqueline María Aguilera Marcano (Valencia, Estado Carabobo; 17 de noviembre de 1976) es una modelo, empresaria y ex-reina de belleza venezolana. Es conocida por haber sido "Miss World Venezuela 1995" y Miss Mundo 1995, siendo la quinta mujer que trajo el título al país.

## Reseña biográfica
Hija de neoespartanos, primero participó representando al estado Carabobo, pero se tuvo que retirar por compromiso con sus estudios. Aguilera luego representó al estado de su familia (Nueva Esparta) en el Miss Venezuela 1995. Recibió la invitación de Osmel Sousa, después de ganar el Top Model of the World en Rusia, previamente también había participado en el certamen "Chica 2001" ganando también el título. Era la candidata favorita para viajar a Londres 15 días después del Miss Venezuela gracias a su preparación y enorme favoritismo por parte de la prensa y los fanáticos. En la misma edición Alicia Machado Miss Yaracuy obtuvo la banda para ir al Miss Universo del siguiente año. Ambas ganaron las respectivas coronas, ya que Aguilera quedó como se esperaba con el título de Miss World Venezuela.  
En Sun City, Sudáfrica, ganó la 45ª corona de Miss Mundo 1995, así como el reconocimiento de "Miss Fotogénica" y "Reina de las Américas".
En 2005 participó en el Reality Show Gran Hermano VIP 2 en España, Convirtiéndose en una apreciada celebridad de ese país.
Desde 1999 opera con una Escuela y Agencia de modelos en Venezuela tiene la marca J By Jacqueline Aguilera y vive en la Isla de Margarita en Venezuela.
Jacqueline vivió en la ciudad de Valencia por lo menos desde 1985 y estudió en el Instituto Educacional Juan XXIII, donde destacó como miembro del equipo de voleibol y en el concurso de literatura. 
Es madre desde el 2001, su hija se llama Alaba Elena. 
Participó también en el certamen Chica 2001 en su edición del año 1992, ganando dicha corona.
Desde el 17 de abril de 2018 formo parte del Comité Ejecutivo de la Organización Miss Venezuela en conjunto a otras dos misses venezolanas Gabriela Isler Miss Universo 2013 y Nina Sicilia Miss Internacional 1985, luego del repentino retiro del expresidente de la Organización Osmel Sousa a finales de 2017. Aguilera se desempeñó como Directora de Imagen del Miss Venezuela.Desde el año 2023 se retiró de la organización Miss Venezuela. A mediados del año 2025 se confirmó que Aguilera será la nueva directora de la Organización Miss Grand Venezuela tras la destitución de su antiguo director nacional, George Wittles.

## Videos
- Youtube: Jacqueline Aguilera, Miss Mundo 1995
- Youtube: Habla la hija de Jacqueline Aguilera

| Predecesor: Irene Ferreira | Miss World Venezuela 1995       | Sucesor: Ana Cepinska    |
| Predecesor: Aishwarya Rai  | Miss Mundo 1995                 | Sucesor: Irene Skliva    |
| Predecesor: Irene Ferreira | Miss Mundo de Las Américas 1995 | Sucesor: Carolina Arango |

- Datos: Q270525
- Multimedia: Jacqueline Aguilera / Q270525